# Provinciale weg 418
De provinciale weg 418 (N418) is een voormalige provinciale weg in de Nederlandse provincies Utrecht en Gelderland. De weg vormde een verbinding tussen de N224 bij De Klomp en de A12 bij Veenendaal. 
De N418 begon in de provincie Gelderland bij een kruispunt met verkeerslichten in De Klomp met de N224. De weg vervolgde zich in westelijke richting naar een spoorwegovergang in de spoorlijn Amsterdam - Elten, dit stuk is uitgevoerd als tweestrooks-gebiedsontsluitingsweg met een maximumsnelheid van 80 km/h. Voor de overweg boog de weg af naar het zuiden en kwam vervolgens de provincie Utrecht binnen. Vanaf dit punt was de maximumsnelheid 60 km/h en de weg uitgevoerd als erftoegangsweg. Na de overweg ging de weg tussen de bebouwing van de Nieuweweg-Noord door tot de N418 uiteindelijk uitkwam bij de aansluiting Veenendaal-West (23) op de A12. De weg vervolgde zich als Rondweg-West in Veenendaal. De weg had in de provincie Gelderland de straatnaam Klompersteeg en in de provincie Utrecht de straatnaam Nieuweweg-Noord.

## Geschiedenis
Vroeger was deze weg onderdeel van de N233, totdat in 2008 de Rondweg-Oost in Veenendaal werd geopend waardoor dit nummer een nieuwe route kreeg. Het gedeelte tussen De Klomp en de A12, over de Klompersteeg en de Nieuweweg-Noord, kreeg het nieuwe nummer N418. 
In oktober 2017 is begonnen met het aanleggen van een tunnel onder het spoor ter hoogte van de Heiveldweg in het verlengde van de Voorpoort. Door deze tunnel is de overweg in de N418 verder westelijk komen te vervallen. Op 13 april 2019 werd de tunnel geopend.  De volledige N418 werd vervolgens overgedragen aan de desbetreffende gemeenten. Dus het gedeelte in de provincie Utrecht werd overgedragen aan de gemeente Veenendaal (Nieuweweg-Noord) en het gedeelte in de provincie Gelderland aan de gemeente Ede (Klompersteeg).
N23 · N194 · N196 · N197 · N198 · N199 · N200 · N201 · N202 · N203 · N204 · N205 · N206 · N207 · N208 · N209 · N210 · N211 · N212 · N213 · N214 · N215 · N216 · N217 · N218 · N219 · N220 · N221 · N222 · N223 · N224 · N225 · N226 · N227 · N228 · N229 · N230 · N231 · N232 · N233 · N234 · N235 · N236 · N237 · N238 · N239 · N240 · N241 · N242 · N243 · N244 · N245 · N246 · N247 · N248 · N249 · N250 · N307

N401 · N402 · N403 · N404 · N405 · N406 · N407 · N408 · N409 · N410 · N411 · N412 · N413 · N414 · N415 · N416 · N417 · N418 · N419 · N420 · N421 · N439 · N440 · N441 · N442 · N443 · N444 · N445 · N446 · N447 · N448 · N449 · N450 · N451 · N452 · N453 · N454 · N455 · N456 · N457 · N458 · N459 · N460 · N461 · N462 · N463 · N464 · N465 · N466 · N467 · N468 · N469 · N470 · N471 · N472 · N473 · N474 · N475 · N476 · N477 · N478 · N479 · N480 · N481 · N482 · N483 · N484 · N487 · N488 · N489 · N490 · N491 · N492 · N493 · N494 · N495 · N496 · N497 · N498 · N501 · N502 · N503 · N504 · N505 · N505 (Andijk) · N506 · N507 · N508 · N509 · N510 · N511 · N512 · N513 · N514 · N515 · N516 · N517 · N518 · N519 · N520 · N521 · N522 · N523 · N524 · N525 · N526 · N527 · N806 · N830 · N848

Cursief vermelde wegen zijn voormalige Provinciale wegen
N23 · N34 · N224 · N225 · N229 · N233 · N271 · N301 · N302 · N303 · N304 · N305 · N306 · N307 · N308 · N309 · N310 · N311 · N312 · N313 · N314 · N315 · N316 · N317 · N318 · N319 · N320 · N322 · N323 · N324 · N325/A325 · N326/A326 · N327 · N329 · N330 · N331 · N332 · N333 · N334 · N335 · N336 · N337 · N338 · N339 · N340 · N341 · N342 · N343 · N344 · N345 · N346 · N347 · N348/A348 · N349 · N350 · N351 · N352 · N375 · N377

N418 · N701 · N702 · N703 · N704 · N705 · N706 · N707 · N708 · N709 · N710 · N711 · N712 · N713 · N714 · N715 · N716 · N717 · N718 · N719 · N720 · N727 · N731 · N732 · N733 · N734 · N735 · N736 · N737 · N738 · N739 · N740 · N741 · N742 · N743 · N744 · N745 · N746 · N747 · N748 · N749 · N750 · N751 · N752 · N753 · N754 · N755 · N756 · N757 · N758 · N759 · N760 · N761 · N762 · N763 · N764 · N765 · N766 · N768 · N781 · N782 · N783 · N784 · N785 · N786 · N787 · N788 · N789 · N790 · N791 · N792 · N793 · N794 · N795 · N796 · N797 · N798 · N800 · N801 · N802 · N803 · N804 · N805 · N806 · N810 · N811 · N812 · N813 · N814 · N815 · N816 · N817 · N818 · N819 · N820 · N821 · N822 · N823 · N824 · N825 · N826 · N827 · N830 · N831 · N832 · N833 · N834 · N835 · N836 · N837 · N838 · N839 · N840 · N841 · N842 · N843 · N844 · N845 · N846 · N847 · N848 · N852 · N855

Cursief vermelde wegen zijn voormalige provinciale wegen.